# Coupe d'Europe des clubs champions féminine de balle au tambourin
La Coupe d'Europe des clubs champions de balle au tambourin féminin est une compétition annuelle créée en 2001 mettant aux prises les meilleurs clubs italiens et français. Une Coupe d'Europe des clubs champions de balle au tambourin est créée en 1996.

## Histoire
La Coupe d'Europe des clubs champions oppose chaque année les champions et vice-champions de France et d'Italie dans un tournoi à quatre sur deux jours avec demi-finales et finale. Les demi-finales sont croisées entre clubs français et italiens. 
En 2007, les Françaises de Cournonsec arrivent en finale après une victoire sur les Italiennes de San Paolo d'Argon (13-5). Dans l'autre demi-finale, Callianetto sort Notre-Dame-de-Londres par 13 à 3. En finale, Callianetto s'assure le gain du titre face à Cournonsec, 13-3.
En 2008, Callianetto confirme sa domination en remportant le titre après avoir écarté Poussan (13-4) en demi-finale puis Sabbionara Trentino Team (13-11) en finale. 
Alegra Settime remporte son premier titre en 2009.
En 2010, à Callianetto, les Italiennes de San Paolo d'Argon enlèvent leur premier titre en éliminant Cournonsec (13-9) en demi-finale, puis en s'imposant 13-8 contre leurs compatriotes de Settime, vainqueurs dans l'autre demi-finale des Françaises de Poussan (13-4). En match de classement pour la troisième place, Cournonsec bat Poussan 13-9.

## Palmarès en extérieur
| Date | Vainqueur                | Finaliste                | Troisième                |  |
| 2001 | N-D de Londres           | SS Aldeno                |                          |  |
| 2002 | US Chiusano              |                          |                          |  |
| 2003 | US Chiusano              | N-D de Londres           |                          |  |
| 2004 | US Chiusano              | N-D de Londres           | Tamburello Arcene        |  |
| 2005 | US Callianetto-Torino    | N-D de Londres           | Florensac                |  |
| 2006 | US Callianetto-Torino    | SS Aldeno                | N-D de Londres           |  |
| 2007 | US Callianetto-Torino    | TC Cournonsec            | ASD San Paolo d'Argon    |  |
| 2008 | US Callianetto-Torino    | Sabbionara Trentino Team | US Poussan               |  |
| 2009 | Alegra Settime           | Sabbionara Trentino Team | TC Cournonsec            |  |
| 2010 | ASD San Paolo d'Argon    | Alegra Settime           | TC Cournonsec            |  |
| 2011 | ASD San Paolo d'Argon    | TC Cournonsec            | Alegra Settime           |  |
| 2012 | Sabbionara Trentino Team | Piea                     | Cazouls d'Hérault        |  |
| 2013 | N-D de Londres           | Settime                  | Sabbionara Trentino Team |  |
| 2014 | ASDT Alegra settime      | Cazouls d'Hérault        |                          |  |
| 2015 | ASDT Alegra settime      |                          |                          |  |
| 2016 | ASDT Alegra settime      | Cazouls d'Hérault        |                          |  |
| 2017 | ASDT Alegra settime      | TC Cournonsec            |                          |  |
| 2018 | N-D de Londres           | TC Cournonsec            |                          |  |
| 2019 | ASDT Dossena             | Tigliolese               | N-D de Londres           |  |
| 2020 |                          |                          |                          |  |
| 2021 |                          |                          |                          |  |
| 2022 | Tigliolese               | TC Cournonsec            | AS Vendémian             |  |
| 2023 | Ceresara                 | Segno                    | Tigliolese               |  |
| 2024 | Segno                    | Tigliolese               | Faedo                    |  |

## Palmarès en salle
| Date | Vainqueur                | Finaliste                | Troisième           |
| 1994 | TC Cournonterral         |                          |                     |
| 1995 | TC Cournonterral         |                          |                     |
| 1996 | TC Cournonterral         |                          |                     |
| 1997 | Acli Luigi Bruno         |                          |                     |
| 1998 | Acli Luigi Bruno         | US Poussan               |                     |
| 1999 | Acli Luigi Bruno         | Pignan                   |                     |
| 2000 | Acli Luigi Bruno         |                          |                     |
| 2001 | TC Lavérune              |                          |                     |
| 2002 | ASST Bergamo             | US Poussan               |                     |
| 2003 | Curno Bergamo            | US Poussan               |                     |
| 2004 | US Poussan               | Cosenza                  |                     |
| 2005 | SS Aldeno                | US Poussan               |                     |
| 2006 | US Poussan               | Ovada                    |                     |
| 2007 | US Poussan               | Budaorsi Tamburello      | Ovada               |
| 2008 | Aeden Santa Giusta       | US Poussan               |                     |
| 2009 | US Poussan               | Sabbionara Trentino Team | Budaorsi Tamburello |
| 2010 | Ovada                    | Budaorsi Tamburello      |                     |
| 2011 | San Paolo d'Argon        | US Poussan               |                     |
| 2012 | Sabbionara Trentino Team | US Poussan               | Inef Barcelone      |
| 2013 | Sabbionara Trentino Team | US Poussan               | Budaorsi Tamburello |
| 2014 | Sabbionara Trentino Team | Budaorsi Tamburello      | Aeden Santa Giusta  |
| 2015 | Aeden Santa Giusta       | Sabbionara Trentino Team | Budaorsi Tamburello |
| 2016 | Sabbionara Trentino Team | US Poussan               |                     |
| 2017 | Sabbionara Trentino Team | US Poussan               |                     |
| 2018 | Sabbionara Trentino Team | ES Paulhan               | Mezzolombardo       |
| 2019 | ES Paulhan               | Monalese                 | US Poussan          |
| 2020 | ES Paulhan               | US Poussan               | Nave San Rocco      |
| 2021 | Nave San Rocco           | Mezzolombardo            | US Poussan          |
| 2022 | Nave San Rocco           | US Poussan               | Aeden Santa Giusta  |
| 2023 | ES Paulhan               | US Poussan               | Grassobbio          |
| 2024 | Ciserano                 | ES Paulhan               | US Poussan          |

## Sources
- Site officiel de la fédération italienne
- Site officiel de la fédération française